# Thurman Munson
Thurman Lee Munson (* 7. Juni 1947 in Akron, Ohio; † 2. August 1979 in Canton, Ohio) war ein US-amerikanischer Baseballspieler in der Major League Baseball (MLB) auf der Position des Catchers. Seine Spitznamen waren Tugboat, Squatty Body oder The Wall.

## Biografie
Munson, der seine Amateurkarriere bei der Kent State University in seinem Heimatstaat Ohio bestritt, wurde von den New York Yankees an 4. Stelle in der 1. Runde des Drafts 1968 als Catcher verpflichtet. Nach weniger als 100 Spielen in den Minor Leagues wurde er schon von den Yankees 1969 ins Major-League-Team berufen. Auch durch seine Hilfe konnten sich die Yankees vom durchschnittlichen Team, das sie Ende der 1960er, anfangs der 1970er waren, wieder zu einem Spitzenteam des Baseballs entwickeln. Nach durchwachsenem Start 1969 wurde Munson, hervorragend geschult von Ralph Houk, ebenfalls ein Catcher in seiner aktiven Zeit, 1970 zum Rookie des Jahres gewählt. 1976 konnte er den Titel des Most Valuable Player der American League gewinnen. Bis zum heutigen Tag ist Munson der einzige Yankee, dem es gelang, diese beiden Auszeichnungen zu erreichen. Durch sein hervorragendes Feldspiel konnte er von 1973 bis 1975 jeweils den Gold Glove auf der Catcherposition gewinnen, sieben Mal wurde er ins All-Star-Team berufen.
Auch seine menschlichen Fähigkeiten standen bei seinem Team hoch im Kurs, so dass er als erster Spieler bei den Yankees seit Lou Gehrig wieder als Captain ernannt wurde. Drei Teilnahmen an der World Series mit zwei Erfolgen gegen die Los Angeles Dodgers 1977 und 1978 stehen ebenfalls in den Erfolgsbilanzen von Thurman Munson. Carlton Fisk von den Boston Red Sox und er galten als die herausragenden Catcher dieses Jahrzehnts.
Munson war bei Mitspielern und Fans sehr beliebt. Seine Frau wollte allerdings nicht aus Canton wegziehen und aus diesem Grunde nahm er Flugstunden, um an spielfreien Tagen seine Familie in Canton besuchen zu können. Er machte seine Lizenz und flog dabei über 1000 Flugstunden mit Fluglehrer. Laut seinen Mitspielern war er ein sehr verantwortungsvoller und sicherer Pilot. Am 1. August 1979 flog er zu seiner Familie nachhause, nachdem die Yankees eine Serie in Chicago beendet hatten. Am nächsten Tag wollte er nur kurz zum Flughafen um sein neues Flugzeug, eine Cessna Citation, die er erst vor einigen Monaten gekauft hatte, zu sehen und einen kleinen Checkup zu machen. Auf dem Flugplatz traf er zufällig seinen Freund, Jerry Anderson, der auch eine Fluglizenz hatte, und einen Fluglehrer, Dave Hall. Die beiden begleiteten ihn zu seinem Flugzeug und als sie einstiegen um sich das Innere genauer anzusehen, entschied Munson, dass er ihnen das Flugzeug auch kurz in der Luft präsentieren könnte.
Bei einem Flug ein paar Wochen zuvor, bei dem auch seine Teamkollegen Reggie Jackson und Graig Nettles mit an Bord waren, gab es ein kleines Problem mit einem der Triebwerke. Bei einem weiteren Flug, bei dem er mit seiner Frau auf dem Weg nach Hause war und unterwegs den damaligen Manager der Yankees Billy Martin abgesetzt hatte, gab es ebenfalls ein größeres Triebwerksproblem, das so groß war, dass Munson und seine Frau einen Linienflug nach Hause nehmen mussten, weil sie mit Munsons Cessna nicht weiterfliegen konnten und das Triebwerk repariert werden musste.
Aus diesem Grund dachte Munson, dass er gleich ein paar Triebwerkschecks machen könnte, wenn er seinen Freunden die Maschine in Aktion zeigt. Er entschied sich ein paar Touch-And-Goes zu machen, wobei man landet und gleich wieder Gas gibt und wieder abhebt. Beim dritten Landeanflug kam Munson allerdings zu flach auf die Landebahn zu und streifte eine Baumspitze, was dazu führte, dass das Flugzeug vor der Landebahn abstürzte und sofort in Flammen aufging. Anderson und Hall überlebten den Absturz, der 32-jährige Munson kam ums Leben.
Kurz nach seinem Tode verkündete der Besitzer der Yankees, George Steinbrenner, dass Munsons Rückennummer 15 nicht mehr vergeben wird. Am 20. September 1980 gedachten die Yankees ein weiteres Mal an ihren verlorenen Captain mit der Einrichtung einer Plakette im Monument Park des Yankee Stadiums mit der Inschrift: Our captain and leader has not left us, today, tomorrow, this year, next... Our endeavors will reflect our love and admiration for him.